# (7185) 1991 VN1
A (7185) 1991 VN1 a Naprendszer kisbolygóövében található aszteroida. Ueda, S., Kaneda, H. fedezte fel 1991. november 4-én.